# Leichtathletik-Länderkampf der Frauen 1966 BR Deutschland – Ungarn
| 7. Leichtathletik-Länderkampf mit bundesdeutscher Beteiligung 1966 | 7. Leichtathletik-Länderkampf mit bundesdeutscher Beteiligung 1966 |
| ------------------------------------------------------------------ | ------------------------------------------------------------------ |
|                                                                    |                                                                    |
| Ländervergleich der Frauen: BR Deutschland – Ungarn                |                                                                    |
| Austragungsort                                                     | Bad Kreuznach                                                      |
| Wettbewerbe                                                        | 11                                                                 |
| Datum                                                              | 17. Juli                                                           |
| 1. FRG 2. HUN                                                      | 65,5 Punkte 51,5 Punkte                                            |
| Chronik                                                            |                                                                    |
| ← FRG-FRA (M)                                                      | SUI-FRG (M) →                                                      |

Im siebten Vergleich des Länderkampfjahres 1966 hatte das bundesdeutsche Team erneut Heimrecht. Am 17. Juli traten die bundesdeutschen Frauen in Bad Kreuznach zum ersten Mal gegen Ungarn an.

## Wettbewerbe und Modus
Auf dem Programm standen die bei Länderkämpfen üblichen elf Disziplinen, die identisch waren mit den damals bei Olympischen Spielen angebotenen Frauenwettbewerben. Die Wertung erfolgte durchgängig nach dem Standardsystem.

## Ergebnis
Die ungarischen Frauen erwiesen sich als ernstzunehmende starke Gegnerinnen. In den Einzellaufwettbewerben punktete Ungarn besser als die Bundesrepublik Deutschland. Ungarn erreichte drei Laufsiege bei zwei Doppelerfolgen gegenüber zwei bundesdeutschen Siegen bei einem Doppelerfolg. Die Staffel ging jedoch an die Bundesrepublik. In den technischen Disziplinen war das bundesdeutsche Team klar überlegen. Die Bundesrepublik sicherte sich alle fünf Sprung-, Stoß- und Wurfwettbewerbe und kam hier einmal zu einem Doppelerfolg. Damit ging die Länderkampfwertung mit 65,5 zu 51,5 Punkten an die Bundesrepublik Deutschland.

## Legende
Kurze Übersicht zur Bedeutung der Symbolik – so üblicherweise auch in sonstigen Veröffentlichungen verwendet:
| w | Rückenwindunterstützung über dem erlaubten Limit von 2,0 m/s |

## Resultate

### 100 m
| Platz | Athletin          | Land | Zeit (s) |
| ----- | ----------------- | ---- | -------- |
| 1     | Margit Nemesházi  | HUN  | 11,7     |
| 2     | Jutta Stöck       | FRG  | 11,8     |
| 3     | Hannelore Trabert | FRG  | 11,8     |
| 4     | Erzsébet Bartos   | HUN  | 12,0     |

### 200 m
| Platz | Athletin           | Land | Zeit (s) |
| ----- | ------------------ | ---- | -------- |
| 1     | Hannelore Trabert  | FRG  | 23,9     |
| 2     | Margit Nemesházi   | HUN  | 24,1     |
| 3     | Kirsten Roggenkamp | FRG  | 24,4     |
| 4     | Erzsébet Bartos    | HUN  | 24,9     |

### 400 m
| Platz | Athletin         | Land | Zeit (s) |
| ----- | ---------------- | ---- | -------- |
| 1     | Antónia Munkácsi | HUN  | 55,4     |
| 2     | Sára Szenteleki  | HUN  | 56,0     |
| 3     | Birgit Hefti     | FRG  | 56,8     |
| 4     | Christine Linz   | FRG  | 57,5     |

### 800 m
| Platz | Athletin        | Land | Zeit (min) |
| ----- | --------------- | ---- | ---------- |
| 1     | Zsuzsa Szabó    | HUN  | 2:06,1     |
| 2     | Katalin Nagy    | HUN  | 2:06,4     |
| 3     | Anita Wörner    | FRG  | 2:06,5     |
| 4     | Gerlinde Hefner | FRG  | 2:11,4     |

### 80 m Hürden
| Platz | Athletin       | Land | Zeit (s) |
| ----- | -------------- | ---- | -------- |
| 1     | Karin Frisch   | FRG  | 10,8     |
| 2     | Inge Schell    | FRG  | 10,9     |
| 3     | Mária Pethö    | HUN  | 11,1     |
| 4     | Annamária Tóth | HUN  | 11,3     |

### 4 × 100 m Staffel
| Platz | Besetzung      | Land                                                     | Zeit (s) |
| ----- | -------------- | -------------------------------------------------------- | -------- |
| 1     | BR Deutschland | Renate Meyer Hannelore Trabert Karin Frisch Jutta Stöck  | 44,9     |
| 2     | Ungarn         | Annamária Tóth Margit Nemesházi Erzsébet Bartos Ida Such | 46,0     |

### Hochsprung
| Platz | Athletin           | Land | Höhe (m) |
| ----- | ------------------ | ---- | -------- |
| 1     | Ilia Hans          | FRG  | 1.61     |
| 2     | Anna Noszály       | HUN  | 1,58     |
| 3     | Christa Kamphausen | FRG  | 1,58     |
| 3     | Edit Bálint        | HUN  | 1,58     |

### Weitsprung
| Platz | Athletin        | Land | Weite (m) |
| ----- | --------------- | ---- | --------- |
| 1     | Helga Hoffmann  | FRG  | 6,30 w    |
| 2     | Etelka Kispál   | HUN  | 5,9900    |
| 3     | Dorothee Sander | FRG  | 5,99 w    |
| 4     | Margit Papp     | HUN  | 5,9ü00    |

### Kugelstoßen
| Platz | Athletin        | Land | Weite (m) |
| ----- | --------------- | ---- | --------- |
| 1     | Gertrud Schäfer | FRG  | 15,77     |
| 2     | Marlene Klein   | FRG  | 15,52     |
| 3     | Judit Bognár    | HUN  | 15,39     |
| 4     | Judit Mikus     | HUN  | 14,48     |

### Diskuswurf
| Platz | Athletin          | Land | Weite (m) |
| ----- | ----------------- | ---- | --------- |
| 1     | Liesel Westermann | FRG  | 56,53     |
| 2     | Jolán Kleiber     | HUN  | 52,64     |
| 3     | Judit Stugner     | HUN  | 50,66     |
| 4     | Kriemhild Limberg | FRG  | 50,61     |

### Speerwurf
| Platz | Athletin           | Land | Weite (m) |
| ----- | ------------------ | ---- | --------- |
| 1     | Ameli Koloska      | FRG  | 54,36     |
| 2     | Márta Rudas        | HUN  | 53,70     |
| 3     | Anneliese Gerhards | FRG  | 52,38     |
| 4     | Ágnes Radnai       | HUN  | 49,35     |